# Acasis reducta
Acasis reducta là một loài bướm đêm trong họ Geometridae.